# Kid Cat Burglar
 (mai 2024).
Kid l'Insaisissable ou Kid Cat Burglar, originellement nommé Kaitō Kid (怪盗キッド, Kaitō Kiddo), est un personnage des mangas Détective Conan et Magic Kaito. Sa véritable identité est Kaito Kuroba (黒羽 快斗, Kuroba Kaito).
Autrefois appelé « L'insaisissable 1412 » (en raison des caractères déformés du mot « KID »), Kaitō Kid est un cambrioleur.
Grand ennemi de Conan, le Kid ne semble être qu'un adolescent, ressemblant étrangement à Shinichi Kudo. La ressemblance lui a d'ailleurs valu la confusion des deux par Ran.
Le Kid est ainsi le personnage principal du manga Magic Kaito qui compte pour l'instant cinq tomes au Japon, dont le dernier a été publié en 2017 (2018 en France).

## Histoire et Origine
Kaito a 17 ans, est né le 21 juin et son signe astrologique est Gémeaux. Son groupe sanguin est B, il mesure 1,74 m, pèse 58 kg et est ambidextre. Il est en 2e année classe B du lycée Ekoda de Tôkyô, tout comme Aoko, Akako, Keiko et Hakuba. Kaito est le fils de feu Toichi Kuroba, un célèbre magicien mort il y a huit ans. Il a hérité des talents en magie de son père, et n'hésite pas à en user et abuser, surtout en cours. C'est un joyeux fanfaron, il aime faire le clown dans sa classe, son passe-temps favori est de regarder la culotte de son amie d'enfance, Aoko. Celle-ci se défend en le poursuivant dans toute la classe avec un balai à la main, ce qui amuse beaucoup leurs camarades et agace leur professeur. Mais Kaito est capable de courir pour lui échapper tout en résolvant une équation de mathématiques au tableau. Il est dit qu'il possède un fort quotient intellectuel (qui pourrait frôler les 400). Le talon d'Achille de Kaito est le poisson : en effet il en a horreur et leur vue le rend malade, ce qui permet à Aoko d'utiliser ce fait pour se venger.
À la suite de la découverte d'une pièce secrète, il comprend que son père était Kaitō  Kid, un célèbre voleur. Il a été assassiné et Kaito reprend donc le costume du Kid pour connaitre la vérité sur sa mort. Il apprend que c'est une organisation qui a commis ce meurtre, et que celle-ci est à la recherche d'une gemme nommée Pandora, susceptible de donner l'immortalité. Kaito veut tout faire pour la retrouver et la détruire. Il a un assistant, Jii, et sa mère est au courant de ses activités, tout comme elle était pour son mari. Il vit seul avec elle, bien qu'elle voyage parfois.
Kaito a souvent l'habitude de lire le journal en cours, pour s'informer de ce que les médias disent sur Kid le lendemain de ses vols. Il adore surtout s'extasier sur le nombre toujours plus croissant de son fan-club. Il aime les glaces au chocolat, ainsi que le sport. Il est très doué au ski mais il n'est par contre pas très habile en patin à glace et au billard. Il montre des signes amoureux envers Aoko, mais ne préfère pas le lui avouer par rapport à son identité secrète.
Sa caractéristique première en tant que magicien est sa capacité à afficher constamment sa « Poker Face », inculquée dès son plus jeune âge par son père. Il se remémore souvent son mantra lors de ses vols :

« Kaito, souviens-toi bien de cela. Quand tu es devant un public, tu es dans un duel. Ne sois pas arrogant et ne les prend pas de haut. Vois dans le cœur de tes adversaires, concentre tout ton courage dans chacun de tes membres. Exécute tes meilleurs tours sans perdre ton sourire ou ta dignité. Et quoi qu'il arrive, n'oublie jamais ta Poker Face. »

Depuis peu, il s'est acheté une moto et va au lycée avec. Le premier essai sur route n'a pas été concluant car il a eu un accident en évitant un chaton. Pour calmer les craintes d'Aoko sur le risque d'accident, il lui propose de l'emmener faire des sorties en l'accompagnant en moto « gratuitement ». En réalité, Kaito l'a achetée pour pouvoir échapper plus facilement à la police lors de ses fuites en tant que Kid. Le modèle de la moto est une Suzuki GSX 250R.
Pour ce qui est de l'étymologie de son nom, « Kuroba » signifie « plume noire » mais peut aussi être la prononciation japonaise du mot anglais clover, qui signifie « trèfle ». Les kanjis qui forment « Kaito » diffèrent de ceux qui composent le nom de Kaitou Kid, celui-ci signifiant « voleur fantôme ». Leurs prononciations semblent intentionnellement semblables.

### De l'apparition de Kaitō  Kid à sa renaissance
Le Kid est un mystérieux voleur qui sévit à Tôkyô depuis une vingtaine d'années et est apparu pour la première fois à Paris, pour ensuite s'étendre sur le monde entier. Dix ans après son apparition, le Kid disparait mystérieusement jusqu'à ce que, huit ans plus tard, il revienne sur la scène, mais ne semble axé que sur le Japon.
Ses cibles les plus courantes sont les pierres précieuses. Kid a la particularité d'être un véritable caméléon : il peut ainsi prendre la voix de n'importe qui sans utiliser de subterfuge, se déguiser tant en homme qu'en femme et utiliser des noms de codes divers. Ayant une grande mémoire, ceci lui permet de retenir toute la vie des personnes de qui il prend l'apparence, jusqu'à des informations qui sont, en général, impossible à retenir.
C'est également un véritable gentleman cambrioleur et use de son charme tant auprès de ses fans que de ses cibles féminines. Il a un énorme fan-club (le plus souvent rempli de membres féminins), et ses fans se rendent à toutes ses manifestations. Ils sont aussi pour le Kid un moyen de s'échapper, car pouvant se mêler à la foule, et il refuse souvent d'apparaître lorsque la police les tient à l'écart. Il apparaît à la Une de tous les journaux le lendemain de ses vols, ce qui montre sa popularité également dans les médias.
Kid annonce toujours à l'avance ses méfaits à la police à l'aide d'une carte de « visite » portant une énigme. Pour éviter les faussaires, il inscrit dessus un sigle avec des traits caractéristiques, qui ne sont jamais les mêmes pour chaque vol. Il affole toutes les polices du monde qui le poursuivent, mais malgré cela, il reste toujours insaisissable (tel un fantôme, d'où son surnom). Interpol lui a donné le numéro de criminel 1412.
Toutefois, il ne commet aucun vol à but intéressé : la plupart du temps, il rend ses larcins à la police les jours suivants ou parfois, il en fait cadeau à des personnes qui auraient dû être les véritables possesseurs de l'objet. Certains de ses vols ne servent parfois qu'à faire passer des messages.

### Anecdotes
- Le trèfle est l'emblème du voleur par rapport à la prononciation de « Kuroba ».
- Kaitō  Kid est clairement fait d'après Arsène Lupin. Sherlock Holmes apparaît en tant qu'ennemi du voleur dans certaines affaires de celui-ci.
- Dans le film 3 Détective Conan : Le Dernier Magicien du siècle, la police attribue 134 affaires de vol par Kaitō  Kid, 15 d'entre elles furent commises au-delà du continent incluant l’Amérique, la France, l'Allemagne et 12 autres pays. Au total, 152 gemmes ont été volées, ce qui fait une valeur d'environ 38 925 000 000 yen.
- Akako Koizumi prend une fois la place du Kid pour tromper Hakuba afin d'innocenter Kaito. Alors qu'elle s'échappe avec la pierre, elle hurle d'une manière féminine, ce qui fait alors penser à Aoko que le Kid doit être un homosexuel[1].
- Kaitō  Kid sait apparemment conduire, comme il nous l'apprend en étant déguisé en Kogoro Mouri dans l'affaire du Manoir du Crépuscule dans le tome 30 de Détective Conan.
- Kaito et Heiji Hattori ne se sont jamais rencontrés « canoniquement » parlant, bien qu'Heiji fasse face au Kid dans le Film 3, et interagit avec un Kaito déguisé durant le Film 10. Ils sont également impliqués sur les mêmes affaires dans l'OAV 6 et le Film 14, mais n'ont jamais directement interagi ensemble.Ils se sont rencontrés et parlé plusieurs fois dans le film 27 L'Étoile à un million de dollars .
- Kaito, associé avec Shinichi Kudo, Heiji Hattori et Saguru Hakuba, sont parfois nommés en tant que 'The Four Geniuses' (Les Quatre Génies) ou 'The Gosho Boys' (Les Garçons de Gosho, le mangaka) par les fans.
- Une version prototype de Kaito apparaît dans une courte histoire d'Aoyama, nommée Nonchalant Lupin (さりげなくルパン, Sarigenaku Rupan?). Dans cette version, Kaito s'appelle Kaito Lupin 流犯 快斗 (Rupan Kaito?). Ce one-shot a été intégré comme chapitre bonus dans le volume 5 du manga.

## Objectif
Le but de Kaito, en endossant le costume de Kid, est de retrouver les assassins de son père. Pour cela, il se met en quête d'une pierre nommée Pandora et que l'organisation recherche car elle est susceptible de donner l'immortalité. Selon le mythe, si l'on tient la pierre sous les rayons de la lune durant le passage d'une comète - fait qui se produit tous les 10 000 ans - la pierre brillera d'une lueur rouge - révélant une seconde petite pierre à l'intérieur - et se mettra à « pleurer » un liquide qui rendra immortel celui qui le boit.
L’organisation ciblant des gros joyaux susceptibles d'être Pandora, Kid fait de même afin de détruire cette pierre une bonne fois pour toutes.

## Caractère et personnalité
Que ce soit dans sa vie de tous les jours ou sous un costume, Kaitō Kid est un farceur compulsif qui relève n'importe quel défi juste pour un pur frisson d'excitation lors d'une victoire, malgré le danger. Kid est connu pour avoir un excès de confiance en lui (proche de l'arrogance), préférant toujours créer autant de bruit que possible avec ses tours. Il n'y a rien qu'il n'aime le plus que de mener la police dans une chasse infernale, la laissant se rapprocher de lui à un cheveu avant de s'évanouir dans la nuit et de la laisser sur le carreau.
Il est très aimé de la plupart des gens, qui apportent des énormes pancartes de supporters et qui scandent son nom à plein poumons - ses fans voulant absolument qu'il échappe à la police et vont même une fois jusqu'à lui proposer de prendre leurs apparences s'il en a besoin. Kaito semble beaucoup rendre à ses fans l'affection qu'ils lui portent et il refuse à plusieurs occasions de faire une prestation lorsque ceux-ci sont tenus à l'écart par la police. Généralement, lorsque ce cas se produit, le tour du Kid dépend, d'une manière ou d'une autre, de sa capacité à se cacher parmi la foule.
Kaitō Kid est également un réel charmeur, semblant toujours savoir quoi dire aux dames afin de les laisser sans voix. Kid hait voir les autres être blessés et il n'hésite jamais à courir à la rescousse de quelqu'un, que ce soit physiquement ou mentalement. Malgré sa réputation de criminel, Kid a un sens de l'honneur et son code principal, connu de tous et respecté par la police, est le « personne n'est blessé ». Le voleur veille donc à ce que le sang ne soit jamais versé lors de ses apparitions. Considérant cette règle, il décide de laisser son butin s'il n'y a pas d'autre but que de tester ses propres capacités, si la pierre qu'il convoite n'est pas Pandora ou lorsqu'une affaire plus importante s'y cache derrière. Ces qualités sont une des raisons au fait que Conan et lui soient occasionnellement alliés pour une cause commune.
Vu qu'il ne se fait jamais coincer, le Kid est connu pour gagner tous les défis que l'on lui lance. Pourtant, durant un énième challenge de Jirokichi Suzuki, l'intérêt de Kaito est piqué au vif lorsqu'il voit que le vieil homme a engagé Makoto Kyogoku - le petit-ami de Sonoko - comme défenseur de la pierre convoitée. Karatéka de renom et invaincu de 500 matchs, Kaito voit là une nouvelle forme d'amusement dans ce combat. Le voleur va alors rendre pour la première fois visite à Sonoko sur son balcon, lui proposant donc un défi : s'il gagne la pierre durant le vol, elle devra lui accorder son vœu de lui donner une pierre de son choix que possède la famille Suzuki. Malgré le fait que Kid réussit à voler sa cible, il se rend compte qu'il a perdu son pari : Sonoko lui avait demandé de ne pas blesser Makoto et en échange, elle l'aide durant le vol. Sachant qu'elle voulait tester les sentiments de Makoto, Kid réalise que le jeune homme tient énormément à elle, se battant durement durant le vol pour son cœur. Kaito lui dit qu'il n'a jamais possédé celui de Sonoko et que dans ce cas : « cette jeune lady a complètement gagné ce défi ». Kid a donc, d'une certaine manière, perdu une fois.

## Talents et Apparence
Largement inspiré d'Arsène Lupin, il est habillé tout de blanc, avec un chapeau haut-de-forme, un monocle et une cape qu'il transforme à sa guise en deltaplane, véhicule idéal pour s'enfuir. Ses seules armes sont des grenades flash et un pistolet à cartes.
Kid porte un t-shirt, une veste et un pantalon noirs avec une casquette également noire qui aide à couvrir son visage, souvent quand il collecte des informations pour ses vols ou pour tromper son « audience » durant ceux-ci.
Extrêmement doué dans la prestidigitation (notamment les tours de cartes et l'apparition d'oiseaux), il possède également des talents de déguisement et d'imitation, qu'il utilise pour se fondre dans la masse. Le Kid envoie toujours à la personne qu'il va voler ou à la police japonaise, en langage codé, le lieu et la date de ses futurs vols, dont il restitue l'objet généralement.

### Gadgets utilisés
Card Gun/pistolet à Cartes
Pistolet qui tire des cartes de jeu en direction des ennemis pour les dérouter. C'est son arme principale.
Utilisé dans Magic Kaito et dans Détective Conan.
Deltaplane
Sous sa cape, Kid porte un deltaplane blanc replié, qui se déplie lorsqu'il actionne un bouton. C'est son principal moyen de fuite.
Utilisé dans Magic Kaito et dans Détective Conan.
Turbo roller
Paire de rollers où sont fixés aux extrémités des turbos de vitesse.
Utilisé uniquement dans Magic Kaito.
Turbo trottinette
Trottinette où est fixé à l'extrémité un turbo de vitesse.
Utilisée que dans Magic Kaito.

## Relations

### Amicale/Amoureuse
À l'instar de Shinichi et Heiji, il a lui aussi une amie d'enfance dont il est secrètement amoureux. Mis à part elle, Kaito ne semble pas avoir de grandes amitiés, même s'il a l'air d'être assez populaire (vu le nombre de chocolats qu'il reçoit durant la Saint-Valentin.
Aoko Nakamori (中森 青子, Nakamori Aoko)
Kaito et Aoko sont les meilleurs amis depuis l'enfance, le jour où Kaito se présente à elle devant la tour de l'horloge. Kaito embête souvent Aoko en cherchant à voir la couleur de sa culotte chaque matin, mais elle se défend en le coursant avec une poêle ou un balai. Elle se venge même parfois en mettant des culottes aux motifs de poissons, ce qui révulse bien évidemment Kaito. Il reste cependant jaloux, protecteur et possessif en ce qui la concerne et refuse qu'un garçon l'approche de manière romantique, comme ce fut le cas avec Saguru Hakuba (et Aoko se fit détester par les filles de la classe, toutes étant amoureuses d'Hakuba). Beaucoup d'indices montrent que Kaito et Aoko s'aiment en secret, mais ne se dévoilent pas leurs sentiments.
Il lui cache donc sa double identité puisque son père est inspecteur de police qui a juré de mettre à bas le masque du Kid. Un jour pourtant, Nakamori ayant des doutes sur Kaito, Aoko emmène le jeune homme à un rendez-vous le même jour où Kid doit apparaître. Utilisant un habile tour de passe-passe tandis qu'Aoko s'est menottée à lui, Kaito se fait innocenter alors qu'il arrive quand même à commettre le vol.
Aoko est une des rares personnes à haïr le Kid, car il ridiculise souvent son père durant ses apparitions - mais aussi car elle a l'impression qu'il le lui vole. À chaque vol, Aoko se rend aux manifestations avec une pancarte tout en criant au Kid de perdre. Une sorte de paradoxe semble pourtant exister car elle apprécie énormément la magie que lui montre Kaito, tout en disant que le Kid n'est qu'un vulgaire criminel qui se moque des gens avec ses tours minables. Aussi, Kaito semble quelque peu souffrir de la haine que ressent Aoko à l'égard du voleur fantôme (puisqu'il s'agit de lui en réalité).
Lors de l'affaire du Sun Halo, Aoko a été capable de retirer à Kid son haut-de-forme (il n'a pas été vigilant car blessé sérieusement). Mais incapable de concevoir que Kaito puisse être le voleur, elle déduit en voyant son visage que Kid s'est déguisé ainsi pour l'énerver. Pour autant, le doute s'insinue en elle et lorsque Kaito l'invite par la suite à faire un tour en moto, elle évite de le serrer à la taille, où Kid était blessé. Malgré la douleur, Kaito lui demande de s'accrocher fortement, ce qui réjouit alors Aoko, qui dit « Kaito est bien Kaito ».

### Familiale
Toichi Kuroba (黒羽 盗一, Kuroba Tōichi)
Bien que l'on ne sache pas pourquoi il s'est mis à voler - ni même quelle était son implication avec l’organisation - sa première apparition en tant que Kid est révélée à Kaito par l'intermédiaire de sa mère, qui lui raconte sa première rencontre avec son mari. Il y a dix-huit ans, à Paris, Toichi apparaît devant la voleuse Phantom Lady, alors en plein vol. Habillé dans son costume blanc avec le monocle, il lui dit qu'il s'est vêtu ainsi en référence au célèbre voleur littéraire français, Arsène Lupin, et que ce costume va servir pour son prochain spectacle. Soudainement menacés par un malfaiteur, Toichi sauva Phantom Lady tout en faisant une chute libre du haut de la tour Eiffel. Finissant par l'embrasser en plein vol, Toichi déploya ensuite son deltaplane et lui dit qu'elle peut à présent arrêter sa carrière car il va prendre soin du diamant qu'elle est. Jii téléphona plus tard à son maître et lui dit qu'ils ont à présent le costume qu'ils cherchaient pour l'apparence du voleur fantôme, car la foule présente au pied de la Tour remarqua le deltaplane blanc dans le ciel : ceci marqua donc la naissance de Kaitō Kid.
L'apparition de Kaitō Corbeau entraîne un doute sur sa mort car le voleur prend sa voix et son apparence devant Kaito, ce qui déstabilise ce dernier durant leur affrontement.
Chikage Kuroba (黒羽 千影, Kuroba Chikage)
Mère de Kaito, elle est au courant pour les activités nocturnes de son fils, tout comme elle l'était pour son mari. Elle était aussi une voleuse connue sous le nom de Phantom Lady - que l'on surnomme également "La femme aux vingt visages", portant un masque d'horreur en bandelettes - agissant durant la période Showa (qui va de 1926 à 1989) et qui cessa ses activités à Paris il y a dix-huit ans. À la vue de ce souvenir expliqué à son fils et du fait qu'elle l'appelle pour lui demander de rendre les objets qu'elle avait volé autrefois (ceux de Ryoma Sakamoto), il est donc à présent certain que Kaito agit en tant que Kid en ayant pleinement conscience de son héritage - et ainsi, il sait que sa mère est au courant pour lui.
Konosuke Jii (寺井 黄之助, Jii Konosuke)
Il est l'assistant du Kid et fut précédemment le serviteur de Toichi. Jii se mettra plus tard au service de Kaito, l'appelant Jeune Maitre (Bo-chan) et l'aidant dans tous ses vols. Il demande l'aide de Kaito lorsqu'il perd une queue de billard sertie de diamant. Jii le met souvent en garde lorsque Kaito montre une trop grande confiance en lui durant les vols, lui rappelant le système du « Poker Face » mis en place par Toichi.

### Inimitié/Autre
Ginzo Nakamori (中森 銀三, Nakamori Ginzō)
Nakamori connait Kaito depuis qu'il est tout petit puisqu'il est ami avec Aoko. Bien que la relation entre lui et Kaito soit peu montrée, on peut cependant voir que l'inspecteur aime beaucoup le jeune homme et qu'il prend en quelque sorte soin de lui depuis que Toichi est mort. Ce dernier semblait d'ailleurs être ami avec Nakamori.
Par contre, la relation entre Kaitō Kid et Nakamori est beaucoup plus tendue : en effet, l'inspecteur est aux trousses du voleur depuis vingt ans et ne semble d'ailleurs même pas remarquer la différence entre les deux Kid - malgré sa longue absence. Le comportement du voleur met en rage Nakamori, celui-ci hurlant la plupart du temps ses ordres à ses hommes, qu'il breaffe constamment au sujet du criminel - et leur pince même les joues pour s'assurer que ce n'est pas lui. Lorsqu'il échoue dans sa tentative d'arrestation, Nakamori aime broyer du noir un verre d'alcool à la main, mais se reprend vite quand il reçoit une nouvelle annonce de vol.
À la vue de son comportement, on sait qu'il désire plus que tout arrêter Kaitō Kid, faisant même du criminel l'affaire de sa carrière. Pourtant, on aperçoit à plusieurs reprises de sa part une sorte de respect envers le voleur, surtout car ce dernier ne blesse jamais personne durant ses vols - et veille à ce que cela n'arrive jamais. Nakamori considère Kid comme sa Némésis, car il n'arrive jamais à l'attraper quoi qu'il fasse. Mais il ne se décourage jamais et on peut se demander si Nakamori apprécie sa poursuite continuelle contre le voleur, les vols animant essentiellement sa vie.
Kaito s'amuse énormément durant ses vols, souvent au détriment de Nakamori qu'il prend plaisir à ridiculiser, lui et la police. Il s’esclaffe même en voyant ses plans toujours plus farfelus pour l'attraper. La jeune homme montre pourtant de l'affection envers l'inspecteur, mais ne s'inquiète nullement quant au fait de son arrestation par ce dernier.
Akako Koizumi (小泉 紅子, Koizumi Akako)
Depuis sa première apparition, Akako essaie de mettre Kaito à ses pieds en utilisant n'importe quel moyen, incluant l'utilisation d'une poupée vaudou et de le blesser dans le processus - quitte à même le tuer. Son obsession pour Kaito vient du Kid - qu'elle réalise ensuite être le jeune homme, étant le seul homme sur Terre à être capable de lui résister. Malgré le fait qu'Akako blesse Kaito durant leur premier affrontement, le jeune homme - alors en Kid - se comporte comme un véritable gentleman et l'encourage à être elle-même dans le but d'avoir quelqu'un qui puisse l'aimer au lieu de forcer les hommes par la sorcellerie.
Lors de la Saint-Valentin, Kaito refuse le cadeau d'Akako car son comportement et son arrogance lui déplaisent, ce que la jeune fille prend comme un affront. Elle tente plusieurs fois par la suite de le faire tomber sous son charme en utilisant la magie - tour qui finit par échouer. Akako développe une grande inquiétude pour Kaito, ce qui est prouvé par son avertissement à aller à un vol - où elle a vu dans sa boule de cristal que le voleur se faisait arrêter - auquel elle aide plus tard le Kid à s'évader. Dans le tome 2, Akako dit qu'elle apprécie ouvertement Kaito devant Aoko. Même s'il est sûr que Kaito n'a aucun sentiments amoureux pour Akako, il est ainsi plus qu'évident que celle-ci en a pour lui, même si elle le déteste en même temps de par le fait qu'il lui résiste. Depuis, elle ne cesse de mettre en garde Kaito lorsque de puissants ennemis se dressent sur la route du Kid, comme Shinichi Kudo ou Kaitō Corbeau (désignant de mauvais présages avec son tarot).
Snake (スネーク, Sunēku)
Snake fait partie de l'organisation qui veut mettre la main sur Pandora et est également celui qui a tué Toichi Kuroba après avoir découvert qu'il était le Kid. Snake et Kaito n'ont pas vraiment de contact relationnel, vu que le premier pense qu'il s'agit de Toichi. Kaito identifie Snake comme dangereux et sait qu'il est celui qui est présent sur les lieux des vols pour le tuer.
Kaitō Corbeau (怪盗コルボー, Kaitou Korubō)
Mystérieux voleur qui ressemble à Kaitō Kid en version noire. Il a sévi pendant longtemps à Las Vegas avant d'arriver à Tokyo pour voler le "Midnight Crow". Il défie frontalement Kid dès leur toute première rencontre, lui disant qu'il copie son look (et va même jusqu'à dire qu'il ne connaît pas vraiment le Kid, le prenant pour un fan). L'accusant d'être une pale imitation du célèbre Toichi Kuroba, Corbeau propose un duel : il va dérober les diamants sans même les toucher et si Kid n'arrive pas à percer sa méthode, il devra disparaître de la scène. Leur dernier affronte se termine sur un doute quant à l'identité réelle derrière Corbeau.
Jirokichi Suzuki (鈴木 次郎吉, Suzuki Jirokichi)
Personnage de Détective Conan créé spécialement pour devenir l'opposant récurrent du Kid, il est l'oncle de Sonoko. Jirokichi n'a commencé à vouloir arrêter le voleur que lorsque celui-ci lui a « volé » la première page des journaux, alors que Jirokichi avait accompli un « exploit » — et fut donc relayé en page 4. Depuis lors, il défie et appâte Kid avec des joyaux plus inestimables les uns que les autres et qui lui appartiennent — ou qu'il achète exprès. Il monte également des plans inimaginables pour l'arrêter — utilisant son argent et son influence sur les médias - et se confronte donc souvent à Nakamori pour cela, car il ne le laisse pas agir.
Jirokichi fera cependant une fois appelle à Kid en montant un faux vol pour l'aider à libérer son chien (ironiquement appelé Lupin), prisonnier dans son coffre-fort supposé inviolable. De nature toujours joviale et sûr de lui en tant normal, il devient pourtant colérique, arrogant et stressé quand il s'agit de Kaitō Kid, ne supportant pas sa plus grande popularité que la sienne.
Dans le chapitre « Midnight Crow », Kaito et Jii parlent de Jirokichi lorsqu'ils s'interrogent sur l'identité du vieil homme qui aide la police (lien ainsi entretenu entre les deux mangas).

## Rivalités

### Conan Edogawa
De son vrai nom Shinichi Kudo, il utilise le pseudo de Conan depuis qu'on l'a fait rétrécir pour ressembler à un enfant. Il résout des mystères avec sa perspicacité incroyable et tente souvent d'attraper Kaito sans savoir son identité. Il est le héros de la série Détective Conan.

La première fois que Kid fait son apparition dans l'autre manga - pour voler la perle Black Star de la famille Suzuki, Conan n'avait jamais entendu parler du voleur fantôme et trouve d'ailleurs que ce genre de criminel est ennuyant. Cependant, la manière d'agir du Kid pique rapidement l'intérêt du détective : comment un voleur, qui annonce à l'avance son méfait à la police, réussit-il malgré tout à s'échapper ? Décryptant finalement le message codé, Conan décide d'aller directement à la rencontre du voleur. Lorsqu'ils finissent par se rencontrer pour la première fois sur le toit du Haido City Hôtel, Conan est stupéfiait de son entrée : 

« Sans troubler la tranquillité de la nuit, il avait atterri silencieusement sous mes yeux, comme s'il pouvait voir à travers moi, avec le sourire en coin de celui qui avait tout prévu. Une cape et un chapeau haut de forme : quel accoutrement ridicule. Je ne distingue pas son visage à cause du monocle et du clair de lune mais il a l'air assez jeune. La trentaine ? La vingtaine ? Non, plus jeune encore. »

— Version japonaise

« Comme pour ne pas briser le silence de la nuit, il s'est posé sous mes yeux sans bruit, avec l'impression de l'avoir déjà rencontré. Je ne me sentais pas face à un ennemi. Un manteau et un chapeau de cirque. Un homme à la carrure sans défaut. Difficile de voir son visage avec son monocle... Une allure très rétro. A part ça, il a l'air assez jeune. La trentaine, la vingtaine, non encore plus jeune. »

— Version française
Par cette rapide analyse, Conan comprend donc d'entrée que le voleur est certainement un lycéen de son âge. Nullement impressionné par sa présence, Kaito va même déjouer le piège tendu par le petit détective, faisant complètement l'inverse de ce qu'il attendait en menant les forces de police directement jusqu’à lui, tout en prenant différentes voix. Cet exploit fait sans aucun subterfuge laisse Conan totalement incrédule. Pensant qu'il a fait cela pour le ridiculiser, cette action fait transparaître la mésestime du détective à l'encontre du voleur. S'enfuyant à l'aide d'une bombe aveuglante, celui-ci confronte d'ailleurs tout de suite leur point de vue lorsqu'il lui déclare :

« Hé, petit, tu savais ça ? Un voleur est un artiste qui s'empare de sa proie avec classe. Mais un détective n'est rien de plus qu'un critique qui marche sur nos traces et qui tente de trouver les erreurs. »

— Version japonaise

« Tu le savais, petit ? Le voleur doit faire preuve de créativité pour arriver à ses fins. Et c'est après coup que le détective tire les leçons de ce qui lui est arrivé. Après tout, il ne peut que se contenter de relater les faits, non ? »

— Version française

« Tu n'avais pas prévu ça, hein, espèce d'avorton ? Un cambrioleur est un artiste, il se sert de son imagination pour s'emparer de son butin. Les détectives, eux, ne voient ces opérations que comme des délits et les dénoncent. Ils se posent en simples accusateurs. »

— Épisode 78, version française
Commence ainsi la rivalité entre les deux. De cela là est également né le surnom de « Tantei-kun » par lequel Kid le nomme ensuite (le suffixe « -kun » étant utilisé pour les petits garçons ou pour parler de manière affective de quelqu'un). Ils se rencontrent une nouvelle fois dans la même affaire et Conan arrive à déduire que le Kid s'est déguisé en Ran. Bluffant, le voleur lui dit qu'il a laissé la jeune fille nue dans un canot, ce qui choque et rend furieux le détective.
En conséquence de ces affrontements, Conan affiche un désir beaucoup plus intense de capturer Kid. Depuis lors, Kaito semble toujours anticiper l'apparition de Conan à ses vols et sa présence le ravit car il rend ceux-ci beaucoup plus intéressants pour le jeune homme, tandis que du côté de Conan, cela est une sorte de pause entre toutes ces horreurs qu'il rencontre dans ses enquêtes et il perçoit donc les vols comme un divertissement.
Ainsi, Conan est en général une sérieuse menace pour les plans de Kid et le stoppe d'ailleurs assez souvent dans sa fuite de partir avec la pierre pour avoir gagné une réputation dans la presse, en tant qu’« ennemi naturel » de Kid. À plusieurs occasions, Conan semble être en mesure de "sentir" la présence du Kid ; sachant que le voleur est proche pour souvent obliger Conan à se comporter de manière beaucoup moins frénétique. Il apparaît d'ailleurs être le seul à le sentir près de lui, car lorsqu'il demande à Haibara si elle a senti sa présence, elle ne semble pas vraiment l'avoir remarqué. Cette aura qu'il semble ressentir est toujours due à une sorte de "menace" ou de challenge flottant dans l'air, comme lorsqu'Haibara dit que « même les voleurs ont leurs limites ». Conan ressent alors aussitôt la réponse de Kid (« Vraiment ? Nous allons voir ça »). Afin de s'assurer de sa victoire, Kid prend des photos de l'entourage de Conan pour savoir à l'avance de qui il peut prendre l'apparence. Il place aussi une fois un micro sur Conan, pour savoir quelle déduction il aurait trouvé pour démanteler son tour de magie, mais le garçonnet le piège en en faisant une fausse. Conan adopte d'ailleurs une attitude complètement différente devant Kid, faisant instantanément disparaître son ton et son comportement enfantin pour laisser la place au détective qu'il est. Quelque part, il ne prend pas la peine de se cacher devant lui, ce qui montre qu'il se sent - sinon en confiance - au moins son égal mentalement.
Étrangement, Kid semble trouver Conan assez dangereux pour avoir recours à des mesures spécifiques afin de garder le détective distrait - ou même le mettre hors d'état de nuire lorsque c'est nécessaire, en le tazant par exemple. Malgré l'agacement qu'il peut parfois ressentir envers lui en tant que criminel, Kid semble assez apprécier Conan et sa manière de le stimuler durant les vols, allant même jusqu'à parfois en organiser un rien que pour l'affronter. En revanche, Conan, lui, ne semble pas apprécier Kid, en disant une fois « Il n'est qu'un voleur qui utilise la magie ». Cependant, si cela est nécessaire, les deux peuvent mettre, pour un temps, de côté leur rivalité et travailler ensemble. Au fur et à mesure, Conan montre un certain assouplissement envers Kaitō Kid et le laisse même une fois s'échapper, en souvenir de sa mère Yukiko, fan de Ryoma Sakamoto. C'est d'ailleurs à ce moment-là que le voleur laisse entendre que sa propre mère est l'ancienne voleuse Phantom Lady. Aussi, chacun d'eux semble quelquefois donner volontairement une information personnelle, comme lorsque Conan démasque le voleur sous les traits d'Agasa. Il lui précise que le professeur ne l'appelle jamais « Conan-kun » en privé, chose qu'il n'est pas obligé de dire mais qu'il fait quand même, peut-être pour pointer les erreurs de Kid ou lui permettre de ne plus faire d'erreur aussi grossière la prochaine fois. Également, afin de se mesurer pleinement à lui, Kid prend le risque d'aller directement à la rencontre de Conan à plusieurs reprises, ceci pour lui donner des informations nécessaires à son tour de magie, généralement pour pouvoir ensuite lui prouver sa supériorité :

« Premièrement, un magicien ne dévoile pas ses trucs. Deuxièmement, un magicien n'explique pas ce qui va se passer avant d'exécuter son tour car ça diminue l'effet de surprise. Troisièmement, un magicien ne répète pas deux fois le même tour. Si le tour n'est exécuté qu'une fois, il restera gravé dans la mémoire des spectateurs comme un prodige. S'il est répété, les spectateurs essaieront de trouver le truc plutôt que de profiter du spectacle, et le risque que le truc soit découvert augmente. »

À quelques occasions, les deux adversaires se rendent mutuellement service. Conan laisse ainsi Kid s'échapper car il a sauvé la vie des Detective Boys. Cependant, ceci par mener à la mise en danger du voleur, Conan étant parfaitement conscient qu'il forçait Kaitō Kid contre sa volonté à affronter un membre de l'Organisation des Hommes en Noir - qui le menaça d'une arme - dans un wagon plein d'explosifs.Conan a une sorte d'accord tacite avec Kaitō Kid puisqu'il ne va pas chercher le voleur en dehors des vols. Également, le détective ne le considère pas à proprement parler comme un ennemi, sachant faire la différence entre les degrés de criminalité. Cela ne l’empêche cependant pas de chercher à le mettre en prison. Leur rivalité se base avant tout sur leur différence d'opinion au sujet de la justice et de la criminalité. En effet, Kaito ne pense pas faire de mal à qui que ce soit et veut seulement mener sa propre justice, tandis que pour Conan, un crime est un crime et on ne peut pas passer au-dessus des lois. De plus, il existe aussi une rivalité à propos de la magie : un détective y est hermétique, ne se basant que sur des faits véritables et critique donc les magiciens et les artistes en général - ce qui déplaît à Kid, qui ne le voit qu'en simple accusateur et donneur de leçon. Toutefois, leur rivalité repose souvent sur une bataille de mental : chacun se mesure à l'autre pour stimuler son esprit.

« Une boite au trésor dont on connaîtrait le contenu avant de l'ouvrir perdrait tout son intérêt, non ? »
« Connaître le contenu avant d'ouvrir, c'est ça, être un détective. »

— Kid et Conan.
Dans les films, Kid devient conscient que Conan est en fait Shinichi après qu'il a une fois entendu une conversation entre le garçonnet et Agasa et surtout, car il a une trop grande connaissance criminelle pour un enfant de 7 ans. Ainsi, Kaito s'amuse à prendre l'identité de Shinichi - remarquant au passage sa facilité à se grimer du fait de leur ressemblance - pour agir plus facilement durant ses vols et pour défier Conan au passage, pouvant même lui rendre une faveur que le détective peut lui faire (comme se déguiser en Shinichi pour éviter à Ran de découvrir la vérité sur Conan). Vu que les films ne sont pas considérés comme canon, il n'est pas clair si cet état de fait est officiel dans le manga. Dans ses différentes interviews, Aoyama confirme que Kaito connaît aussi la véritable identité de Conan dans le manga, bien que ce ne soit pas expliqué et qu'il joue sur l’ambiguïté de statut entre les films et le manga original; comme si les films pouvaient être ou non inclus dans la trame malgré leur statut ou que l'univers des films ne devait pas contredire celui du manga. Cependant, dans le tome 91, le Kid, déguisé en Agasa, demande quelque chose à Conan en l'appelant « Conan », ce à quoi ce dernier réagit en lui disant « Depuis quand m'appelez-vous Conan quand on est juste tous les deux ? ». Ce qui implique que, non seulement le Kid ne connaît pas, contrairement à ce qui a été dit, la véritable identité de Conan dans le manga, et que Conan prend un gros risque auprès du Kid en ayant l'air de lui laisser sous-entendre qu'il ne s'appelle pas vraiment Conan (car il sait à ce moment-là qu'il n'est pas en présence du véritable Agasa). Lors d'une nouvelle affaire avec Kid dans le manga, les films semblent avoir finalement été inclus comme canon, puisque Kaito se fait la réflexion, en regardant Heiji et Conan, qu'il y a deux détectives lycéens présents pour son vol. Également, un morceau du troisième film est inclus : Kazuha fait référence au moment où le voleur se trouve en haut de la tour Tsutenkaku, à Osaka. Bien qu'encore non confirmé explicitement, Kid semble donc bien connaître l'identité de Conan si les films deviennent canons (en particulier le film 3).
Il y a également des spéculations sur le fait que Conan sache que Kid ne vole pas uniquement pour son plaisir et de manière hasardeuse. Dans l'OAV 4, Conan se tourne avec un visage sérieux tandis qu'il se souvient d’une phrase que lui a dite Kid : « La prochaine fois, je me chargerai moi-même du Bijou de la Destinée. ». Cependant, le manga a récemment clarifié ces incertitudes, puisque Conan demande une fois à Kid pourquoi il ne vérifie pas la pierre à voler, étant donné que « tu cherches un bijou spécifique, pas vrai ? », ce que lui confirme le voleur. La version française officielle fait néanmoins l'impasse sur ce détail. Dans le 14e film, Conan demande à Kid de se déguiser en lui pendant un moment, tandis qu'ils sont aidés par Sato et Tagaki, lesquels pensent plus tard que Shinichi peut en fait être le Kid.
Durant l'affaire du « Manoir du Crépuscule », lorsque Kid saute pour sauver la criminelle, celle-ci lui dit qu'elle a fait cela pour le sauver de Conan (qui pointait sa montre à fléchettes sur lui) et Saguru Hakuba, car ils avaient deviné sous quelle identité il s'était infiltré. Lui demandant qui ils sont réellement, Kid répond d'une manière énigmatique : « Ils sont un peu comme une maîtresse que j'espère toujours ne pas rencontrer sur ma route ». Dans Magic Kaito, on apprend qu'avant d'être rétréci, Shinichi a une fois rencontré Kaitō Kid durant le vol de la Tour de l'Horloge quelque temps avant l'affaire "Black Star", bien qu'ils ne se soient jamais faits réellement face, le détective se contentant de donner ses ordres aux policiers du haut d'un hélicoptère via une oreillette. Présente sur les lieux, Akako dit même que Shinichi a la même aura que Saguru Hakuba et qu'il peut donc mettre sérieusement le voleur en échec. Et il cause d'ailleurs de grosses difficultés à Kaito. Cependant, on s'aperçoit que Shinichi ignore le nom du voleur qu'il affronte - de même du côté de Kid - et c'est pour cela qu'une fois rajeuni, il ne fait pas le lien.
- La relation entre Shinichi et Kaitō Kid semble être basée sur l'ancienne amitié entre le magicien Harry Houdini et Arthur Conan Doyle, qui dura jusqu'à ce que Houdini commence à discréditer le spiritualisme durant le mouvement spiritualiste dans les années 1920, alors que Conan Doyle croyait en cela et il devint convaincu que Houdini lui-même possédait des pouvoirs surnaturels. Mais le magicien n'arriva jamais à convaincre Doyle du contraire, que ses tours n'étaient que des illusions laissant planer le public dans le doute entre ces deux mondes.

### Saguru Hakuba
La relation entre Hakuba et Kaito est plutôt tendue et ce, dès le début : ceci est dû au fait qu'Hakuba s'est rapidement convaincu de la culpabilité de Kaito en tant que Kid et qu'il n'a de cesse de faire de but-en-blanc des remarques constantes à ce sujet.
La première confrontation de Kaito face à Hakuba se passe durant l'un de ses vols. Le jeune détective arrive tout droit de Londres et se pavane déjà devant les forces de police en disant d'une manière supérieure qu'il est bien plus intelligent et peut attraper le voleur. Lors du vol, Hakuba comprend sous quelle apparence se cache le Kid et le confronte à la surprise de Kaito. Malgré tout, il arrive à s'échapper de sa prise et alors qu'Hakuba lui pose sa fameuse question en lui demandant pourquoi il vole, Kid lui répond « C'est ton travail de trouver la réponse ». Tandis qu'il s'échappe, le voleur tombe sur un étang gelé et fait alors apparaître une poupée de lui pour tromper la police. Hakuba remarque, par ce tour, que le Kid est mauvais en patin à glace. Ainsi, le jeune homme décide de rester au Japon pour attraper le voleur et se fait donc transférer par pur hasard dans la classe de Kaito, qui n'en croit pas ses yeux lorsqu'il l'y aperçoit le lendemain.
Tout de suite, Kaito n'apprécie pas Hakuba, le trouvant arrogant et décrit même sa façon formelle de parler comme mielleuse et agaçante. Il se moque également de sa fâcheuse tendance à sortir sa montre à gousset et de citer l'heure à la seconde près. En tant que Kid, il nomme le détective « Tantei-san » (cette appellation marque d'ailleurs une différence entre ses rivaux, avec Conan et même Heiji, qu'il nomme « Tantei-han »). L'antipathie de Kaito à son encontre est également dû au fait qu'Hakuba ait voulu sortir avec Aoko (bien qu'au début il lance une pique disant qu'un détective incompétent et la fille d'un inspecteur sans espoir iraient bien ensemble), ce qui conduit à un défi entre les deux jeunes hommes sur la défaite du Kid au prochain vol et le gagnant ira à un concert avec la jeune fille. Le soir du vol, Hakuba arrive à déduire de où Kid partira pour voler sa cible, ce qui conduit à une bataille entre eux deux pour un masque car le détective a diffusé dans l'air un gaz anesthésiant. Bien sûr, ceci se conclut sur la victoire de Kaito - bien qu'il n'aille pas au concert car il se casse la jambe durant le vol.
Hakuba rend bien à Kaito l'antipathie ressentie : les tours qu'il fait à longueur de temps et son comportement infantile finissent d’agacer le détective. Au début très intéressé par le voleur fantôme, il finit par en devenir obsédé, cherchant chaque fois un peu plus une manière de capturer Kid et de dévoiler sa véritable identité - qu'il est certain de détenir. En effet, lors d'un autre vol, Hakuba finit par récupérer sur les lieux un cheveu du criminel. Il le fait directement analyser dans le laboratoire sophistiqué de son grand-père et à l'issue d'une longue nuit de recherches, le résultat qui en ressort donne toutes les caractéristiques d'un lycéen : Kaito Kuroba. Afin de vérifier cette théorie, il finit par mettre au point un plan radical pour y parvenir : il menotte ainsi Kaito à lui durant l'un des vols. Malgré ses tentatives d'évasion, Kaito n'y parvient pas et se voit donc déjà échouer. Pourtant, le Kid apparait bien devant tout le monde, à la stupéfaction de Hakuba et même de Kaito. En effet, et malgré ses avertissements émis, Akako finit par sauver la mise à Kaito en prenant sa place pour lui éviter l'échec. Hakuba n'a donc pas réussi dans sa tentative, ne comprenant pas comment Kid a pu apparaître alors que Kaito était près de lui.
Hakuba n'a jamais caché à Kaito ses soupçons envers lui, faisant souvent des sous-entendus en s'adressant à lui en lui disant qu'il est le Kid - ce que réfute toujours Kaito de façon vive.
Un peu plus tard, il est dit que Saguru est reparti à Londres car étant appelé sur une affaire, ce qui ravit Kaito qui trouve ses vols beaucoup plus faciles et plaisants sans lui. Cependant, plus loin dans le manga, Hakuba appelle Kaito depuis Paris dans le but de lui donner quelques informations sur Chat Noir, un dangereux voleur de pierres précieuses qui essaie d'éclipser le Kid. Bien que Kaito continue de nier avec véhémence d'être le voleur, Hakuba lui donne malgré tout l'information, terminant la conversation avec « Fais de ton mieux, au moins. Je ne veux pas te voir perdre devant quelqu'un avant que je ne te capture moi-même ». Que cela soit ou non sa véritable motivation, ou s'il est simplement concerné par le bien-être de Kaito, est inconnu.
Quelque temps après, Saguru revient une nouvelle fois à Tokyo lorsqu'il apprend que Kid est entrainé dans une affaire avec Nightmare, un voleur meurtrier qui se sert de criminels pour faire le boulot et qui les tue ensuite. Étant au courant de son retour, Kaito fait en sorte que la voiture d'Hakuba soit prise dans les embouteillages pour qu'il n'assiste pas au vol. Le détective arrive donc en retard, mais révèle quand même l'astuce utilisée par Kid à la police. Plus tard, Saguru et la police arrivent sur les lieux où Kid et Nightmare se sont rencontrés et découvrent mort, sur le sol, l'un des policiers chargé de l'enquête. Hakuba remarque près du corps un des gants de Kid, ainsi que le masque fendu de Nightmare et réalise ce qu'il s'est passé : le policier était en fait le criminel, mais pour éviter à son fils l'insoutenable vérité, Kid le fit passer pour une victime de Nightmare. Hakuba suppose alors que le Kid a « volé » la vérité pour la cacher, malgré le fait qu'il a tout tenté pour le sauver.
Kaito, préoccupé par la technique qu'utilise Kaitō Corbeau afin de gagner leur duel, trahit sa pensée en parlant à voix haute alors qu'Hakuba se trouve derrière lui. Plutôt que de lui lancer une énième pique, le détective semble au contraire vouloir aider Kaito dans sa réflexion, lui assurant qu'aucun mécanisme caché n'a été trouvé autour de Midnight Crow. Il le prévient également que Corbeau a envoyé le matin même une nouvelle annonce à son père et ses services de police; et de rajouter : « Mon nom est Hakuba. Alors je ne veux pas qu'une personne en blanc perde face à un corbeau noir de mauvais augure » (en référence à la signification de son propre nom de famille "cheval blanc").
Durant l'une de ses apparitions dans Détective Conan, pendant le Detective Koushien, Hakuba - en réaction à la vision d'Heiji Hattori sur la criminalité - pense qu'être un voleur ne signifie pas automatiquement que l'on est un meurtrier, en songeant bien sûr à Kid.

## Les différents vols

Signature dans ses lettres d'annonce de vols.

Les pierres précieuses sont les cibles principales de Kid, mais il arrive qu'il dérobe des tableaux ou des trésors, ou vienne pour rendre des objets, parfois pour s'innocenter d'un meurtre.
| Cible | Tour de Magie utilisé | Ennemi                        | Issue                                                     | Tome         |
| --- | --- | ----------------------------- | --------------------------------------------------------- | ------------ |
| Moonlight Eye Bijou de plus de 400 millions de yen                                                        | Utilise une trappe du plafond et un pan de mur invisible                                                                                          | Kaitō Kid (Jii/Kaito Kuroba)  | Volée                                                     | T.1 CH.1     |
| Beaucoup de Soleil à Paris Le plus grand diamant d'Europe, détenu par la Princesse Anne                   | Se déguise en policier. Demande ensuite le diamant à la princesse en tant que Kid                                                                 | Delon                         | Volée puis rendue à Nakamori pour l'aider                 | T.1 CH.2     |
| Angel Crown Couronne surmontée de plusieurs joyaux                                                        | Subterfuge de plusieurs masques pour tromper Nakamori                                                                                             | Nakamori, Aoko                | Volée                                                     | T.1 CH.4     |
| Boite Vanity de Cléopâtre Boite à maquillage, ayant supposément appartenu à Cléopâtre                     | Brise une vitre et saute par la fenêtre avec sa trottinette                                                                                       | Nakamori et les petits robots | Volée                                                     | T.2 CH.9     |
| Le Sceau d'Or de l'Empereur Sceau d'Or utilisé par le dernier Empereur gouvernant                         | Utilise ses gadgets. Réussit à raisonner Akako | Akako et Nakamori             | Volée                                                     | T.2 CH.10    |
| Queue de Billard de Légende Queue de Billard incrustée de diamants                                        | Utilise des billes pour truquer son jeu, aide d'une Aoko saoule                                                                                   | Tsujirô Hasura                | Gagnée                                                    | T.2 CH.13    |
| Le Sourire d'Adam Tableau peint par Pablo Picasso                                                         | Utilise une poupée à son effigie sur une patinoire pour tromper la police                                                                         | Saguru Hakuba                 | Volé                                                      | T.3 CH.15    |
| Statue de Bronze L’œil de la statue est un rubis rose.                                                    | Masque à gaz et prise d'identité de Saguru Hakuba.. Essaie de s'échapper avec un grand ballon gonflable attaché à la statue.                      | Saguru Hakuba                 | Abandonnée                                                | T.3 CH.16    |
| Pendentif Collier avec une gemme en pendentif                                                             | Aide d'Akako qui le remplace | Saguru Hakuba                 | Sauvé par Akako et gemme volée                            | T.3 CH.17    |
| Sabre Légendaire                                                                                          | Différents combats (épées, cerfs-volants...) | Yaiba                         | Laissé                                                    | T.3 CH.18    |
| Blue Birthday Le plus grand Saphir d'Inde.                                                                | Enferme les policiers dans une cage | L'Organisation                | Volé                                                      | T.3 CH.19    |
| Green Dream La plus grosse Émeraude du monde, montée en bague                                             | Trafique les lumières du théâtre pour aveugler tout le monde                                                                                      | Nakamori                      | Rendue à une jeune actrice pour l'aider                   | T.3 CH.20    |
| Crystal Mother La plus grande Topaze d'Europe, détenue par la Reine Selizabeth de la Principauté d'Ingram | Fait apparaître plusieurs verres avec des glaçons pour retrouver la pierre                                                                        | Snake                         | Rendue pour réparer les liens entre La Reine et le Prince | T.4 CH.21    |
| Red Tear Le plus grand Rubis du monde, détenu par Jody Hopper                                             | Se déguise en un magicien | Snake et L'Organisation       | Protège le rubis de Snake. Rend espoir à sa propriétaire  | T.4 CH.22    |
| Tour de L'Horloge Les aiguilles de l'horloge publique                                                     | Prend l'apparence d'un policier et tente de s'échapper par les conduits d'aération. Utilise un rétroprojecteur avec l'image des aiguilles volées. | Shinichi Kudo                 | Message du cadran dévoilé pour sauver l'horloge           | T.4 CH.23-24 |
| Dague incrustée de diamants                                                                               | X | X                             | Volée mais la laisse tomber                               | T.4 CH.25    |
| Golden Eye Œil de chat incrusté dans une bague                                                            | Se sert de Nakamori pour planquer une fausse version de la bague                                                                                  | Chat Noir                     | Volé et rendu à Chat Noir                                 | T.4 CH.25-26 |
| Black Knight Opales Noires montées en boucles d'oreilles                                                  | Utilise une plaque de plexiglas pour faire flotter les pierres                                                                                    | Nightmare (Cauchemar)         | Volées                                                    | T.4 CH.27-28 |
| Diamant incrusté dans une moto                                                                            | S'échappe de la même manière que ses parents | Gozu                          | Volé                                                      | T.5 CH.29-30 |
| Midnight Crow Le plus gros diamant noir du monde                                                          | Se colle sur le visage un double masque d'un policier et de Nakamori pour brouiller les pistes (1re tentative)                                    | Kaitō Corbeau                 | Volé par Corbeau mais repris puis rendu à la police       | T.5 CH.31-33 |
| Sun Halo Diamant jaune de la déesse Guanyin                                                               | S'échappe du piège de la salle aux énigmes avec Aoko et dénonce la prêtresse                                                                      | Yasuyo Niwano                 | Ne le prend pas car c'est un faux                         | T.5 CH.34-36 |

| Cible | Annonce Envoyée | Tour de Magie utilisé | Vol d'Identité                                                                      | Issue                                                                                                | Tome                           |
| --- | --- | --- | ----------------------------------------------------------------------------------- | --- | ------------------------------ |
| Black Star Grande perle noire de la Famille Suzuki | « Poisson d'avril. Lorsque la lune divisera deux personnes sous l'étoile noire de jais, je serai poussé par la vague et je viendrai vous voir. » « 19 avril. Le navire "Queen Elisabeth" quittera le port de Yokohama. Je serai à l'intérieur. Je volerai la véritable "Étoile Noire". » « Tel César séduit par Cléopâtre, je suis déjà à vos côtés... » | Kid se déplace vers le toit du Haido City Hôtel en suivant les ondes électroniques émises lorsque le satellite se trouve entre la Lune et la Terre. Découverte de la perle grâce au kanji du nom de la propriétaire, Tomoko Suzuki (mère de Sonoko), lié au symbolisme de la pierre. (Tomoko ⇒ présence du kanji « lune ». La perle est attachée au symbole de la lune.) | Shiro Suzuki (père de Sonoko), Ran Mouri                                            | Volée mais rendue à Conan après avoir été démasqué                                                   | T.16, CH.6-9 (files 156-159)   |
| Le club des magiciens | X | Se déguise en « Katsuki Doito » (« Kaitou Kido » ⇒ Kaitō Kid) | X                                                                                   | Utilise son nom en anagramme pour faire venir un meurtrier et Conan                                  | T.20, CH.2-6 (files 192-196)   |
| Le Manoir du Crépuscule Trésor de Renya Karazuma | « Vous brillez par votre intelligence aussi nous vous convions à notre dîner. Celui que Dieu a rejeté, le rejeton des illusions. » (Imposteur) | Il vient pour le trésor mais aussi pour savoir qui s'est servi de son nom pour appâter les détectives | Kogoro Mouri                                                                        | S'échappe grâce à l'intervention du criminel                                                         | T.30, CH.4-7 (files 299-302)   |
| Blue Wonder Saphir bleu des mers de Jirokichi Suzuki | Message de Jirokichi Suzuki : « Annonce à Kaitō Kid ! Le gros bijou, ou "Merveille Bleue", que vous convoitez est installé sur le toit de mon musée, chez moi, à Shiotome. Si vous désirez vous en emparer, venez le chercher. » « Je viendrai le 12 octobre à 20h, après une visite préliminaire la veille au soir, visite dont vous me pardonnerez l'impolitesse... P.S. : J'aurai l'honneur de venir chez vous à pied, tel un miracle à la hauteur de l'extraordinaire Merveille Bleue... » (Date du vol : Samedi 12 octobre, 20h, Musée Suzuki. Puis dimanche 13 octobre, 18h) | Marche dans les airs (⇒ Camouflage de l'hélicoptère et aide d'un partenaire) | Jirokichi Suzuki                                                                    | Volée mais stoppé par Conan                                                                          | T.44, CH.7-10 (files 453-456)  |
| Big Jewel Diamant enfoui dans une maison abandonnée selon un mécanisme de Ryoma Sakamoto                                                                                         | « J'ai pris la pierre des Niô. Kaitō Kid. » | X | Une chercheuse de trésor                                                            | Venu aider les Détective Boys                                                                        | T.46, files 475-478            |
| Seiran, Les quatre chefs-d’œuvre Quatre tableaux célèbres d'un peintre, faisant une collection unique                                                                            | « Demain, à 20h, à la lumière de la 15e lune, je viendrai chez vous m'emparer de Vent Vert. » (Imposteur) « Je viendrai chercher la vérité. » | N'a jamais prévu de voler les tableaux | Un membre d'une équipe de télévision, Inspecteur Takagi                             | Venu s'innocenter                                                                                    | T.53, CH.1-4 (files 544-547)   |
| Nails Purple Talons légendaires incrustés de diamants de Jirokichi Suzuki | « J'ai avec moi le précieux présent que vous m'avez offert. Je suis navré, mais l'une des mules est une contrefaçon. Alors, je vous rends la fausse. Si possible, remettez-moi la vraie ici, demain soir. » « Bonsoir à tous ! ici Kaitō Kid ! Je suis désolé, alors que vous êtes tous venus ici pour moi, je vais devoir annuler mon spectacle de magie d'aujourd'hui. J'aimerais vous montrer mon tour de magie, mais sans caméras et sans spectateurs, je n'arrive vraiment pas à me motiver. Je vous dis donc à bientôt. » / « Maintenant qu'il y a des spectateurs, je vais pouvoir commencer mon show. J'espère qu'il vous plaira. » « Je vous restitue les mules. Ces pierres n'étaient pas celles que je cherchais. » (Lieu du vol : au croisement de la place Ginza.) | Téléportation (⇒ utilisation du camouflage blanc/noir dans le public et aide d'un partenaire pour le lester sur le toit d'un bâtiment). Tour basé sur les 3 principes d'Howard Thurston 1. Ne jamais révéler l'astuce de son tour. 2. Ne jamais dévoiler son tour en avance. 3. Ne jamais faire deux fois un tour devant un même public.                                 | X                                                                                   | Laissées à Conan                                                                                     | T.61, CH.1-4 (files 631-634)   |
| Tanuki de Fer Coffre-fort supposé inviolable de Jirokichi Suzuki | « Conseiller Suzuki, résignez-vous demain vous cesserez vos vétilles inutiles. Pour le coup, vous devrez vous montrer docile comme un bébé. Quand la lune sera engloutie par l'obscurité du mois, j'emporterai le coffre qui se transmet comme un cadeau qu'on donne. » (faux) « Comme prévu, avant que la lune ne sorte son visage de l'obscurité, je viendrai récupérer le précieux trésor qui est dans le ventre du blaireau. » « J'ai effectivement vérifié ce que le blaireau avait dans son ventre. » | Assisté par Conan pour déjouer les pièges de l'ouverture | La domestique Mizuki Seto                                                           | Venu rendre service à Jirokichi Suzuki pour son chien                                                | T.64-65, files 674-676         |
| Corne d'un Kirin Corne en ambre d'un animal chinois mythologique de Jirokichi Suzuki                                                                                             | « Le soir de la prochaine pleine lune, à 19h, je viendrai chercher la corne du Kirin. P.-S. : cessons cette fois-ci les jeux d'enfants et affrontons-nous en adultes. » | Aide involontaire des Détective Boys. Taser contre Conan | L'inspecteur Nakamori, Genta, un officier de police                                 | Volée mais rendue à Conan                                                                            | T.68, CH.5-8 (files 712-715)   |
| Trois objets de Ryoma Sakamoto Objets dérobés jadis par Phantom Lady | « Je viendrai prochainement rendre les 3 objets de Ryoma sur les lieux mêmes de l'exposition qui lui est actuellement consacrée. » « Demain, à 20h, juste avant la fermeture du musée, j'apporterai le pistolet, et les autres objets et au nom du noble Ryoma Sakamoto, je m'en vais laver une nouvelle fois. » « Les pigments utilisés sont récents et la méthode de façonnage moderne. Par conséquent, j'affirme que cette coupe ne date pas de l'époque du Bakumatsu. » (Lieu du vol : Musée Suzuki, 20h) | Fait tomber la pluie Utilisation des systèmes d'incendie | Un homme d’embonpoint du public                                                     | Rapporte les trois objets et démasque également des faussaires                                       | T.70, CH.2-4 (files 731-733)   |
| Un diamant de Jirokichi Suzuki Exposé initialement dans le Mystery Train | X | X Annule le vol pour cause de meurtre et d'explosion d'une bombe | Hiroka Sumitomo (la servante de Natsue Komino, son assistant déguisé), Shiho Miyano | Aide Conan pour dévoiler Bourbon                                                                     | T.78, CH.1-7 (files 818-824)   |
| Blush Mermaid Diamant accroché sur le dos d'une tortue achetée par Jirokichi Suzuki                                                                                              | Carte adressée à Jirokichi après le vol : « Je ne peux imaginer une tortue, couverte de diamants synthétiques coincés sous un aimant, portant le Blush Mermaid et le nom de Poséidon, comme le Dieu Grec des mers. Mais la propriétaire, une actrice Italienne, aurait dû appeler la tortue Neptune d'après le Dieu Romain des mers. Si vous ne voulez pas que l'on sache que vous avez dépensé une fortune pour une tortue portant des faux, alors il serait sage de la retirer discrètement. » (Lieu du vol : Grand Musée Suzuki) | Utilise des aimants pour voir s'il peut attirer les diamants | Masumi Sera                                                                         | Laissé car faux diamant collé sous la tortue                                                         | T.79, files 828-830            |
| Green Emperor Alexandrite appartenant à Jirokichi Suzuki | Carte adressée à Makoto Kyogoku : « Battons-nous de manière juste et honnête. » (Lieu du vol : Grand Suzuki Museum, 22h) | Fait un deal avec Sonoko Suzuki. Est défié par Makoto Kyogoku. (Envoie des lettres à encre invisible pour utiliser des bougies. Utilise des points fluorescents pour repérer les policiers dans le noir.) | Un officier de police, Sonoko Suzuki                                                | Laissée (après avoir été rattrapé par Makoto)                                                        | T.82, CH.1-3 (files 862-864)   |
| Luna Memoria La plus grande pierre de Lune au monde, cachée dans le "Tree God", boite puzzle faîte par Samizu Kichiemon                                                          | Message de Jirokichi dans la presse : « Pour Kaitō Kid. La magnifique pierre de lune, Luna Memoria, est exposée à la Bibliothèque Suzuki. Elle est enfermée dans la boite puzzle créée par le seul et unique Samizu Kichiemon. Si tu oses venir la prendre, trouve les instructions pour ouvrir la boite, qui sont cachées dans l'un des livres de la bibliothèque. » « J'ai pris le contenu de cette boite. Kaitō Kid. » | Ne fait rien du tout | Professeur Agasa                                                                    | Rend le vrai cadeau du mari à sa femme                                                               | T.91, CH.4-6 (files 963-965)   |
| La Lèvre de Fée La plus grande perle de conque rose au monde. La police l'emprisonne dans un immense pain de glace, dans le musée Suzuki, défiant Kid de réussir à s'en emparer. | « Ce soir, à minuit, j'apparaîtrai pour réclamer la Lèvre de Fée. Kaitō Kid. » | Lance un fumigène le temps de placer des pigments de peinture dans la glace et faire croire qu'il y a plusieurs perles dedans, avant de la voler vraiment plus tard | Une inconnue, Kazuha Toyama                                                         | Vole la perle pour la restituer à sa propriétaire légitime, qui avait été escroquée par un bijoutier | T.96, CH.4-7 (files 1018-1021) |
| Dans les Films de Détective Conan | | |                                                                                     | |                                |
| Œuf Impérial de Russie 50e œuf créé par Fabergé pour le Tsar Nicolas II | « Du crépuscule du lion jusqu'à l'aube de la vierge. Quand la seconde main sur la face de l'horloge montrera le douzième symbole, je prendrai l'Œuf des Souvenirs dans la pièce du ciel étincelant. » (Date et lieu du vol : 22 août, 19h20, Musée d'Art Moderne Suzuki à Osaka/Tour Tsuuten) | Provoque une panne d'électricité générale dans la ville pour savoir où se trouve l’œuf | Inspecteur Shiratori, Shinichi Kudo                                                 | Rendu à sa véritable propriétaire (découvre qui a essayé de le tuer et sauve Conan)                  | Film 3                         |
| Bijou de la Destinée Saphir étoilé monté en bague | « Roméo Juliette Victor Bravo ! Dans le tourbillonnement des 26 lettres, je volerai votre Bijou de la Destinée. » | Vérifie le bijou en embrassant la main de Juri Maki | Shinichi Kudo, un officier de police, Isao Shinjo                                   | Laissé                                                                                               | Film 8                         |
| Des bijoux d'une entreprise | X (Date du vol : 4 avril) | X | Saguru Hakuba                                                                       | Venu se protéger et aider Conan                                                                      | Film 10                        |
| Sky Lady Anneau surmonté d'un Lapis Lazuli de Jirokichi Suzuki | Carte adressée à Jirokichi : « J'accepte cordialement votre invitation de monter dans votre dirigeable. Cependant, je ne peux supporter de voir un vieil homme de 72 ans dans un tel état de stress durant un vol de six heures. A la place, je prendrai seulement possession de la pierre dès que le dirigeable s'approchera d'Osaka. Je vous prie de profiter de votre voyage jusque là. » (Date et lieu du vol : 14 août, Dirigeable Bell Tree Suzuki) | Se sert d'une empreinte digitale de Jirokichi Suzuki | Un membre du staff du dirigeable, Shinichi Kudo                                     | Laissé (au doigt de Ran)                                                                             | Film 14                        |
| Les Tournesols Série de peintures de Van Gogh. | Fausse annonce par un imposteur | Restitue les Tournesols et empêche leur destruction | Shinichi Kudo, un garde du musée                                                    | Tournesols sauvés                                                                                    | Film 19                        |
| Sabre Légendaire | « Ce soir à 20h00, je passerai dans votre humble demeure pour chercher votre sabre légendaire. » | Arrive en deltaplane | X                                                                                   | Le perd dans la lutte                                                                                | OAV 1                          |
| Un gros diamant | X | Se sert d'un faux diamant | X                                                                                   | Emporté et volé sous les yeux de Conan et Heiji. Le rend à son propriétaire le lendemain             | OAV 6                          |
| Larme d'Artemis Diamant d'une valeur de 100 millions de Yen | X (Lieu du vol : l'île Koyakejima) | Déjoue la sécurité. Sauve les Detective Boys | Kaito Kuroba/« Shinichi Kudo »                                                      | Volé mais rendu à Conan                                                                              | OAV 10                         |

## Personnes connaissant la véritable identité de Kid
L'identité du Kid est connue par certains personnages, la plupart provenant de Magic Kaito. Ces personnages-ci, ayant des preuves irréfutables, entrent dans la catégorie du Canon. D'autres, cependant, n'ont émis que des doutes, des soupçons, ou en sont persuadés mais n'ont pas de preuves : ils ne sont donc que soupçonneux, pas réellement convaincus.
| Personnage               | Faits/Raisons | Position                                                                                     | Tome                                                              |
| ------------------------ | --- | -------------------------------------------------------------------------------------------- | ----------------------------------------------------------------- |
| Canon                    | |                                                                                              |                                                                   |
| Konosuke Jii             | Alors en confrontation sur le toit, Jii prend Kaito pour son ancien maître, Toichi, son père. Lui révélant la vérité, Jii devient à partir de là son assistant (comme avec Toichi) tandis que Kaito endosse le costume. | Devient le complice de Kaito                                                                 | T.1, CH.1                                                         |
| Akako Koizumi            | Elle découvre l'identité de Kaito après que son miroir magique lui révèle qu'un seul homme sur Terre peut lui résister : Kaitō Kid. Lorsque Kaito refuse son chocolat de Saint Valentin, Akako réalise alors que les deux hommes ne sont qu'une seule et même personne. Kaito nie ses accusations mais écoute les conseils d'Akako lorsque la situation est grave. | Ne dit rien (mais n'a pas la confirmation de la bouche de Kaito).                            | T.1, CH.6                                                         |
| Saguru Hakuba            | Hakuba devient suspicieux concernant Kaito lorsque, sur les lieux d'un vol, il récupère un cheveu du voleur qu'il fait analyser dans le laboratoire de son grand-père. Les résultats correspondent parfaitement avec l'identité de Kaito. Malgré son plan judicieux - menotter Kaito à lui durant un vol, il sera contredit par Akako, alors déguisée en Kid pour sauver Kaito. Réalisant que celui-ci et le Kid ne peuvent pas se tenir ensemble dans la même pièce, Hakuba est déconcerté. Il reste cependant sûr de ses soupçons.                                                     | Bien qu'il sache que Kaito est effectivement le Kid, Hakuba ne peut pourtant pas le prouver. | T.3, CH.15-17                                                     |
| Ruby Jones (Chat Noir)   | Elle découvre l'identité de Kaito lors du défi de vol du Golden Eye. Elle piège Kaito, alors en Kid, mais personne d'autre ne voit son visage, Kaito ayant le temps de le cacher. | Garde le secret.                                                                             | T.4, CH.25-26                                                     |
| Chikage Kuroba           | Malgré le fait qu'elle n'ait pas vu Kaito entrer dans la pièce secrète, elle entend le bruit de son ouverture alors qu'elle est assise dans le salon avec Aoko. Elle se réfère souvent à son fils en tant que « Kid Jr. » | Sait pour Kaito et Toichi (et fut Phantom Lady).                                             | T.1, CH.1                                                         |
| Jack Connery (Nightmare) | Il découvre que Kaito est le Kid en enquêtant sur lui, afin d'obliger le voleur à exécuter un vol pour lui. | Fait chanter Kaito pour qu'il coopère (puis emporte ce secret dans sa mort)                  | T.4, CH.27-28                                                     |
| Phillip                  | Le Prince Phillip d'Ingram chuchote à l'oreille de Kaito en lui demandant s'il est le Kid. Plus tard, alors menacé par Snake sur le toit du train, Kaito utilise un tour qui révèle son identité à Phillip. | Garde le secret                                                                              | T.4, CH.21                                                        |
| Toichi Kuroba            | |                                                                                              |                                                                   |
| Yusaku Kudō              | Yusaku fut celui qui donna le courant surnom de « Kid » au voleur après avoir mal lu son numéro de criminel. Les familles Kudō et Kuroba semblent avoir été proches avant la mort du magicien, et Yusaku et Toichi furent même assez amis. En outre, le détective savait parfaitement qui était Kid - ce que Toichi savait pertinemment, mais continuait à le pourchasser malgré tout. Dans l'épilogue de Film 27 on apprend que Toichi Kuroba et Yasaku Kudō sont frères (Ce qui impliquerait que Shinichi et Kaitō kid sont cousins , ce qui expliquerait leur ressemblance physique). | Ne dit rien (ne sait pas pour Kaitō).                                                        | T.55 dans Détective Conan (Bien avant l'histoire des deux mangas) |
| Snake                    | Huit ans auparavant, Snake tua Toïchi car ayant découvert qu'il était le Kid. Snake rentre à présent en conflit avec Kaito tout en ignorant son identité. | Ne relie pas le père et le fils car pense que Toichi a échappé à la mort.                    | T.3, CH.19 (avant que l'histoire ne prenne place)                 |
| Kaito Kuroba             | Il l'apprend en chutant dans la salle consacrée au Kid. Puis de la bouche de Jii. | Prend sa place en tant que Kid.                                                              | T.1, CH.1                                                         |
| Suspicieux               | |                                                                                              |                                                                   |
| Ginzo Nakamori           | Ses premiers soupçons se font lors du vol de l'Angel Crown, quand les policiers arrivent à illuminer le visage du Kid avant qu'il ne se le cache avec sa cape. Son physique et ses talents en magie font de Kaito un suspect parfait pour Nakamori. Mais la présence de Kaito à un rendez-vous avec sa fille fait évanouir ses soupçons. | N'a plus de soupçons.                                                                        | T.1, CH.4                                                         |
| Aoko Nakamori            | Clamant l'innocence de Kaito lorsque son père le soupçonne, Aoko organise un rendez-vous avec Kaito le jour du vol du Kid. Ne se doutant pas de son évasion, Aoko n'a plus de soupçons. | N'a plus de soupçons.                                                                        | T.1, CH.4                                                         |

## Ressemblances et Différences
On remarque une ressemblance avec certains personnages de la série Détective Conan, Kaito étant énormément semblable à Shinichi Kudo.
Cependant, il y a un parallèle et des différences entre le Kid de sa propre série et celui du monde de Conan.

### Kaito Kuroba et Shinichi Kudo
Kaito et Shinichi partagent indubitablement une forte ressemblance, qui est principalement due au fait que Gosho Aoyama s'est inspiré du design du premier pour faire le second dans Détective Conan. Leur plus grande différence physique est leurs cheveux : Kaito les a en bataille alors que Shinichi est bien peigné.
À première vue, aucun lien de parenté ne lie les deux jeunes hommes, bien qu’aucune réelle explication ne soit donnée sur cette ressemblance physique dans les deux mangas.
Kaito et Shinichi ne se connaissent pas à proprement parler, cependant, on découvre que les familles Kudo et Kuroba se connaissaient bel et bien. En effet, à un moment donné dans Détective Conan, on assiste à un flashback montrant Yukiko, la mère de Shinichi, chez Toichi. Ce dernier connaît d'ailleurs très bien Yusaku, mais il fut également le maître de Yukiko et lui appris les maniements du déguisement. On peut également voir que lorsque Yukiko va voir Toichi, un jeune Kaito - âgé de huit ans - apparaît devant elle et lui offre une rose, lui disant au passage qu'elle est une vieille femme. Bien qu'aucun autre fait similaire soit raconté, on peut émettre des doutes sur la possibilité que Kaito et Shinichi ne se soient jamais rencontrés un jour par l'intermédiaire de leurs parents.
En tout cas, Shinichi n'avait jamais entendu parler de Kaitō Kid jusqu'à leur fameuse confrontation lorsqu'il est devenu Conan. À partir de là, et ce depuis qu'il sait la vérité sur lui, Kaito prend un malin plaisir à se grimer en Shinichi (dans les productions anime indépendantes du manga), tâche qu'il n'a aucun mal à accomplir de par leur ressemblance. Également, dans le film L'Arche du Ciel, Kaito se voit obligé de se faire passer pour Shinichi devant Ran afin d’éviter d'être démasqué. Cette confusion entraîne la jeune fille à penser que Shinichi est en réalité le Kid, ce dont profite Kaito (surtout lorsqu'il utilise des informations précédemment entendues de la bouche de Conan). Mais la duperie ne dure pas car lorsqu'il tente d'embrasser Ran, il finit par lui toucher les fesses, ce que Shinichi ne ferait jamais.
Une incompréhension provenant de Magic Kaito continue de semer le doute sur le lien de parenté : en effet, lorsque Saguru Hakuba récupère un cheveu du voleur qu'il fait analyser, il arrive à la conclusion que les détails qui en résultent ne pointent que Kaito. Pourtant, de par le simple fait de leur ressemblance, il est incroyable que la recherche n'ait pas non plus désigné Shinichi. Une hypothèse pourrait être que c'est parce que la recherche est exclusivement centrée sur les personnes avec du sang de type B que seul Kaito fut désigné. Pourtant, vu qu'on ne sait pas le réel groupe sanguin de Shinichi, on peut se demander s'il n'aurait pas le même, car Kogoro annonce que celui de Conan est rare - et le type B l'est.
- Autre ressemblance de personnages : Ran Mouri ressemble beaucoup à Aoko, et de nombreux personnages de Magic Kaito ont servi de modèle pour ceux de Détective Conan.

### Kaitō Kid:Magic KaitoVsDétective Conan
De nombreux points développés dans Détective Conan tendent à montrer que le Kid est bien plus lié à Shinichi et sa famille que l'on ne le pense.
Pour la première fois, dans le tome 55 de Détective Conan, Shinichi se souvient d'un événement qu'il a vécu avec Ran à l'âge de huit ans. Dans la bibliothèque de l'école, ils découvrent un homme - qui se révèlera être Toichi en Kid - assis sur une étagère en train de lire Arsène Lupin, qui demande à Shinichi de remettre un mot à son père et se nomme lui-même « le petit frère » du garçonnet. Plus tard dans l'affaire, on découvre également que la mère de Shinichi, Yukiko Fujimine, était autrefois l'apprentie du premier Kid - Toichi Kuroba - en termes de déguisement et que, selon ses termes, Yusaku Kudo, le père de Shinichi, serait son « parrain ». Il semblerait en effet que le célèbre voleur doive son surnom de « Kid » à un jeune et talentueux écrivain, qui n'est autre que ce dernier (on peut ainsi se rendre compte que ce fait fut installé dès la première apparition de Kid dans Conan). On peut donc supposer, d'après cette affaire, que si le premier Kid (âgé d'une trentaine d'années) dit au Shinichi de huit ans qu'il serait son « petit frère », c'est parce qu'il doit son surnom au père de ce dernier et non à cause d'un quelconque lien de parenté. Le père de Shinichi pourchassait déjà le Kid et savait même qui il était : Toichi envoyait souvent un point d'interrogation à Yusaku - lui demandant s'il pensait l'attraper un jour - ce par quoi le concerné répondait par l'affirmative en lui envoyant un point d'exclamation, quelquefois par l'intermédiaire de sa femme, qui le remettait directement à Toichi (bien qu'elle semble ignorer son identité). Il est précisé que ces signes se reportent à deux phrases spécifiques : « Es-tu capable de m'arrêter la prochaine fois ? », « Oui, bien sûr ! ». Le second Kid, par contre, découvre la double identité de Conan dans le troisième film de Détective Conan : Le Dernier Magicien du siècle. La confirmation canonique de ce fait semble enfin être faite dans le chapitre 1018.
Également, lorsque Kid vient rendre des objets de Sakamoto, il fait référence devant Conan à Phantom Lady, une ancienne voleuse, comme étant sa « mère ». Et dans le dernier tome de Magic Kaito, Kaito se voit être obligé par sa mère - que l'on sait donc être Phantom Lady - à aller rendre les objets de Sakamoto qu'elle a volé autrefois - ce qui renvoie donc directement à l'affaire traitée dans Détective Conan.
Cependant, et malgré tous ces liens, aucune mention de l'organisation que pourchasse Kid n'est faite - et elle n'apparaît même pas dans le monde de Conan (ou en tout cas, celui-ci n'est pas au courant). Kaitō Kid n'est qu'un gentleman cambrioleur dont le but est inconnu. Pourtant, lors de l'affaire des Nails Purple, Kid laisse un mot sur celles-ci disant que ce n'est pas ce qu'il recherche et ceci fait implicitement référence à Pandora, la pierre qu'il tente de trouver. Également, dans cette même affaire, le partenaire qui aide le voleur s'avère être Jii, que l'on aperçoit lorsqu'il se fait emporter par Kid à la fin (son apparition en tant que telle n'est pourtant pas incluse dans l'adaptation anime). Dans une des productions anime, on aperçoit Kaito regarder un diamant à travers les rayons de la lune, puis finit par le rendre à Conan - lequel répond immédiatement qu'il sait que ce n'est pas ce qu'il recherche. L'anime tend ainsi à installer une nouvelle dimension concernant l'intrigue du Kid et sa rivalité avec Conan.
Des doutes surgissent au sujet de l'organisation de Kid qui pourrait être proche de celle que poursuit Shinichi : en effet, Toichi - en plus d'avoir enseigné à Yukiko - a également eu Sharon Vineyard comme apprentie, qui est plus tard connue en tant que Vermouth. Yukiko et Vermouth se connaissent donc, ce qui accentue le lien entre les univers familiaux et les organisations. De plus, celle de Magic Kaito cherche Pandora, censée donner l'immortalité, tandis que les Hommes en Noir semblent avoir créé l'apotoxine dans le but d'atteindre l'immortalité (mais l'organisation n'a montré aucun intérêt envers les pierres précieuses cependant, et les noms de codes divergent avec l'autre organisation).
Une infime référence est faite au sujet de Pandora à un moment donné dans Détective Conan, lorsque le personnage de Aï Haïbara parle à Conan du numéro de téléphone du boss des Hommes en Noir comme étant la « Boite de Pandore ». Dans la même affaire, Kid apparaît et lors de sa discussion avec Conan, lui dit (au sujet de son identité qu'il tente toujours de révéler) que juste parce qu'il ne sait pas ce qui se trouve dans la Boite de Pandore, il veut l'ouvrir (et ainsi, le découvrir n'est plus intéressant).
Dans les chapitres suivant le 800e dossier de Détective Conan, on assiste à l'apparition du Kid dans l'arc du Mystery Train, qui finit d'une manière incroyable par aider Conan en se mêlant de l'affaire des Hommes en Noir. Contraint par Conan de se déguiser en Shiho Miyano - la véritable lui donnant des informations sur elle via une oreillette - il fait face au véritable Bourbon qui tente de tuer la traîtresse de l'organisation. Kid finit par s'enfuir du wagon, sans manquer de reprocher à Conan, au téléphone, le danger qu'il lui a fait courir.
Le public fan ayant mal réagi à l'intervention de Kid dans l'intrigue des Hommes en Noir, Gosho Aoyama a donc précisé que cela était à titre exceptionnel et que le voleur ne se mêlera plus de cette affaire. Mais malgré les déclarations faites au sujet de l'appartenance du Kid - qui diffèrent à mesure que Détective Conan avance - la perception est floue quant au Kaitō Kid de Détective Conan, qui semble se lié - voire se confondre - à celui de Magic Kaito.

## Surnoms
- Kaitou 1412 (trad. litt. : Voleur Fantôme no 1412) : Son numéro de criminel, ajouté au mot « fantôme » tel l’insaisissable qu'il est, est souvent utilisé dans les premières années suivant son apparition[9].
- Kaitō Kid ou Kaitou Kid (trad. litt. : L'enfant Voleur Fantôme) : Alors un jeune écrivain, Yusaku Kudo s'intéresse au Kaitou et lors d'une mauvaise lecture de son numéro de criminel 1412, il lit le mot « Kid » (« enfant » en anglais). Ajouté au fait que le voleur tourne toutes les polices du monde en ridicule, les faisant passer pour des gamins. Ceci restera alors son plus courant surnom[9],[32].
- Kid the Phantom Thief (trad. litt. : Kid le Voleur Fantôme) : Traduction anglaise de « Kaitō Kid ».
- Kid Cat Burglar (trad. litt. : L'enfant-chat voleur) : Traduction française déformée de « Kaito Kid ». Uniquement dans les épisodes animés VF.
- Cat Burglar/Kid 1412 (trad. litt. : chat voleur/Kid no 1412). Uniquement dans les épisodes animés VF.
- L'Insaisissable Kid (ou inversement) : Traduction française de « Kaitō Kid ».
- Le Magicien/Sorcier au Clair de Lune : La lune étant son symbole et sa date d'apparition, on le nomme souvent par rapport à cette habitude.
- Le Gentleman Cambrioleur : En référence à ses manières de gentleman lorsqu'il vole, ainsi qu'à sa règle de « Personne blessé ».
- L'Arsène Lupin des Temps Modernes : En référence à son homologue littéraire et à sa rivalité avec les détectives.

## Popularité
- eBookJapan a fait un sondage sur la popularité des personnages, ouvert du 12 avril 2011 au 12 mai 2011 dans lequel les lecteurs de Détective Conan (internationaux inclus) pouvaient voter pour leur personnage préféré. Kid est arrivé à la 1re place du sondage avec 1,460 votes sur 5,883 enregistrés[36].
- Kid est arrivé 2d dans les résultats d'un sondage faisant un top 3 des « ikemen » (« hommes beaux à regarder ») des séries diffusées durant la promotion spéciale de L'Arche du Ciel[37].
- Dans le cadre de la sortie du 15e film, Les Quinze Minutes de silence, le site officiel des films Conan a fait un sondage de popularité pour le top 10 des personnages de Détective Conan. Kaito Kuroba/Kaitō Kid est arrivé 2d sur les 10 avec 18,99 % des votes enregistrés (d'ailleurs, Saguru Hakuba arriva même à la 10e place).
- En l'honneur de la sortie du chapitre 800 du manga, le Shonen Sunday a fait un sondage de popularité/concours contenant 91 personnages de Détective Conan à choisir. Kaito Kuroba/Kaitō Kid est arrivé 2d dans l'ensemble avec 1,696 votes[38].